# ホワイトアウト

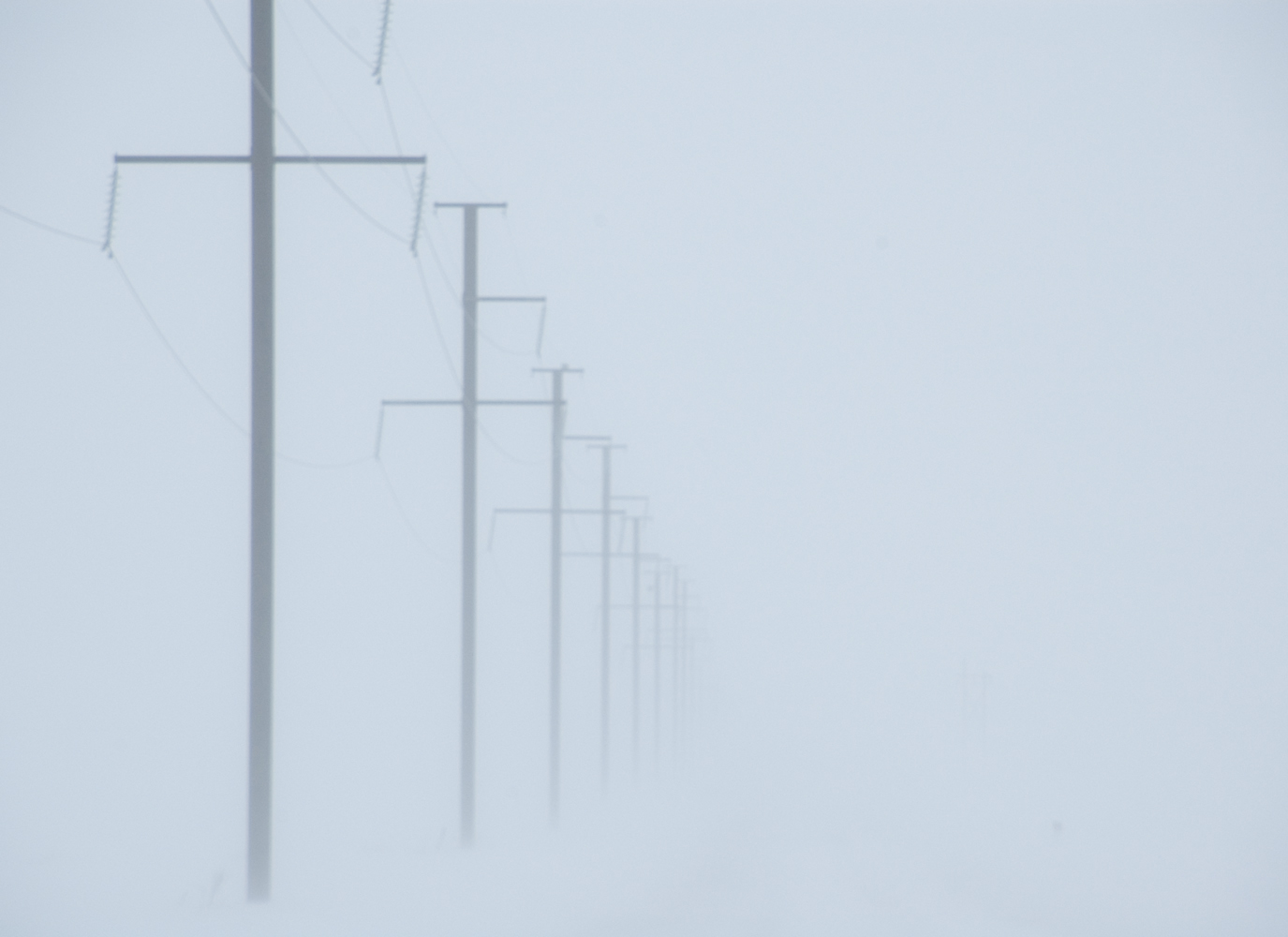
2007年、サスカチュワン州のホワイトアウト

ホワイトアウト（英語: whiteout）は、気象学分野においては雪や雲などによって視界が白一色となり、方向・高度・地形の起伏が識別不能となる現象のことであり、「白い闇」と呼ぶこともある。医学分野においては、内視鏡視野が体組織と密着し視野が失われた状態を指す。

## 概要
気象学分野

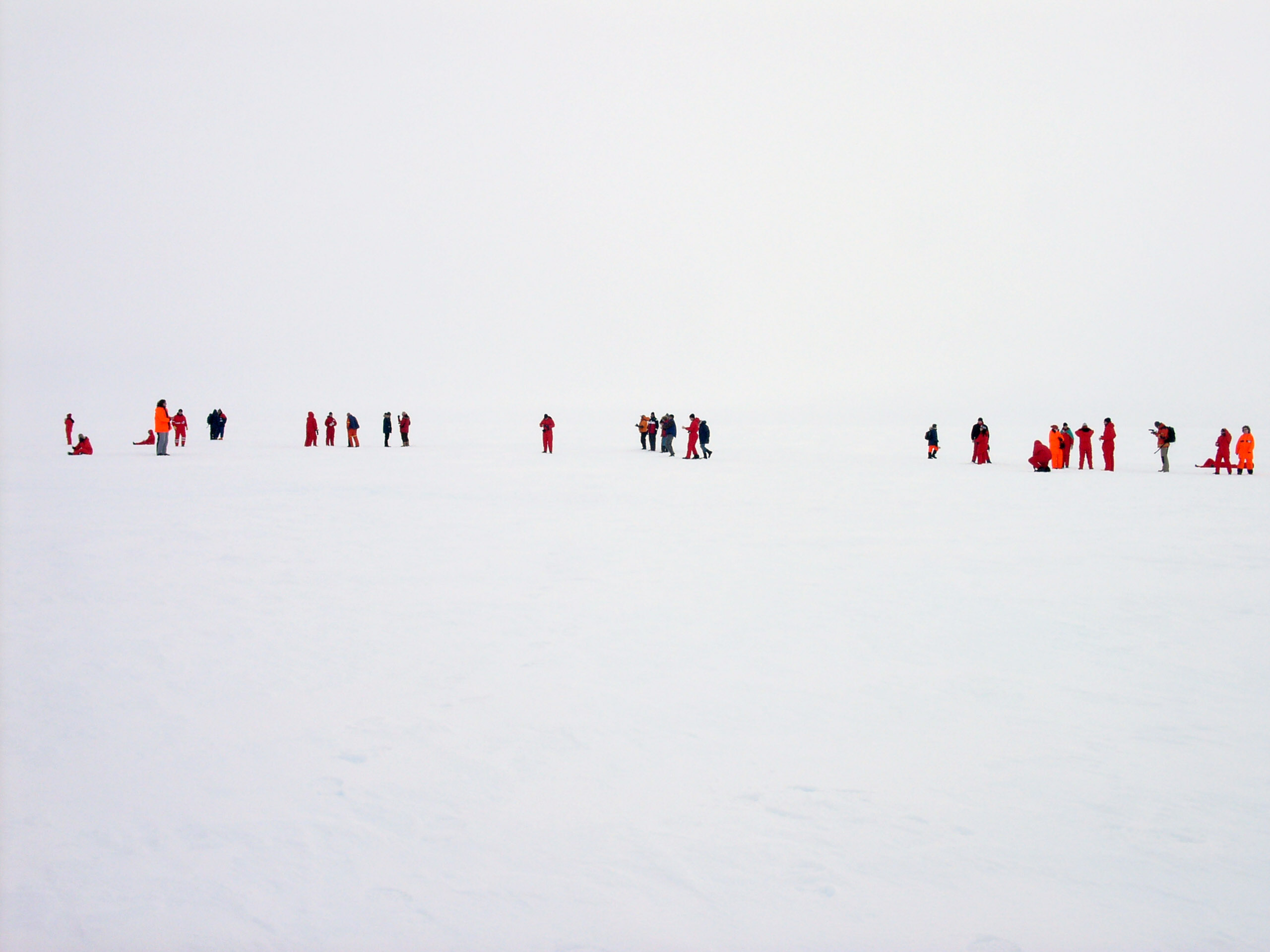
ホワイトアウトとなった雪原、2007年3月15日、南極ウェッデル海のEkström棚氷にて

物体を周囲と区別して認識するためには、濃淡がある必要があるが、ホワイトアウトではその認識が困難になる。
ホワイトアウトには、
1. 極地付近に多く見られる地表一面の雪面と全天の層雲の条件下で発生する場合
地表一面の雪面と全天の層雲の条件下で発生する場合は、雪面の明るさがほぼ等しく（地表の凹凸が分かりにくく）、地表と空の明るさもほぼ等しく（地平線も分かりにくく）、その空間が白色に満ちて明るく輝いているという三条件が揃ったときに発生する[4]。この場合は必ずしも空中に雪粒子があるとは限らず、主に雪面の雪粒子と雲粒子による光の散乱が要因になっている[4]。
2. 吹雪時に発生する場合
吹雪で発生する場合は、空中の雪粒子による光の反射や散乱によって生ずる[4]。吹雪によるホワイトアウトは、視対象（前方の車や歩行者など）への最短距離よりも視程が悪いときに、あるはずの視対象の全てが見えなくなって生じる[4]。道路上では雪が降っているときのほか大型車が巻き上げる雪煙が原因になることもある[3]。 3.昨今、天気予報等で云われる【ホワイトアウト】は当該現象には当てはまらない軽微なレベル。　　　　　　　　　　　　　例えば雪山登山の際、森林限界以上の雪原や尾根筋にてガスや霧に覆われたたり、または航空パイロットが雲の中にて操縦する際に前後上下の《空間認識機能》の低下にて事故、遭難に繋がるレベルがホワイトアウト状態と言える。

## クルマでの対策
運転中に視界がなくなるため追突事故が発生する。そのため、速度を落とし、ヘッドライトやハザードランプで回りに存在を知らせることが行われる。